# Konstantin Konstantinovich Sluchevsky
Konstantin Konstantinovich Sluchevsky (tiếng Nga: Константи́н Константи́нович Случе́вский, 26 tháng 7 năm 1837 – 25 tháng 9 năm 1904) – nhà thơ, nhà văn, nhà viết kịch, dịch giả Nga.

## Tiểu sử
Konstantin Sluchevsky sinh ở Saint Petersburg, trong một gia đình quý tộc. Năm 1855 tốt nghiệp trường lục quân Cadet và phục vụ trong Đội vệ binh Hoàng gia. Năm 1859 vào học tại Học viện Sĩ quan Tham mưu (Academy of the General Staff) nhưng đến năm 1861 ông từ bỏ binh nghiệp để đi ra sống ở nước ngoài. Trong nhiều năm ông học ở Paris, Berlin và Heidelberg, kết quả là năm 1865 được nhận bằng Tiến sĩ Triết học (Doctor of Philosophy). Trở về Nga, ông làm việc tại Bộ Ngoại giao và tài sản Quốc gia. Từ năm 1891 đến năm 1901 làm Tổng biên tập của tờ Thông tin Chính phủ (Правительственный Вестник). Những năm cuối đời ông vẫn tham gia công việc của Bộ Nội vụ, Ủy ban báo chí và xuất bản.
Những bài thơ đầu tiên ký bút danh K.C là những bản dịch thơ Victor Hugo, Lord Byron đăng ở tạp chí Общезанимательный вестник năm 1857. Năm 1860 bắt đầu in các bài viết ở các tạp chí Современнике, Отечественных записках và đã tạo được sự chú ý của giới phê bình. Các nhà thơ, nhà văn như Apollon Aleksandrovich Grigoryev, Ivan Sergeyevich Turgenev đánh giá cao thơ văn của Sluchevsky. Ngoài thơ văn, ông còn sáng tác nhiều vở kịch.
Konstantin Sluchevsky mất ở Saint Petersburg ngày 25 tháng 9 năm 1904.

## Tác phẩm
- От поцелуя к поцелую, 1872
- Виртуозы, 1882
- Застрельщики, 1883,
- Тридцать три рассказа, 1887
- Исторические картинки, 1894
- Профессор бессмертия,1892
- В снегах, 1878
- По северу России, тт. 1-3, 1886-1888, и По северо-западу России, 1897
- Город упраздняется, 1899
- Поверженный Пушкин, 1899
- Книжки моих старших детей, 1892
- Государственное значение св. Сергия и Троицко-Сергиевской лавры, 1889
- Сочинений К.К.Случевского в шести томах, 1898

## Một số bài thơ
| Người ta tặng em cho tôi trong mộng Tôi tỉnh giấc thì đã chẳng còn em! Nghe thấy tiếng đồng hồ chạy trên tường Tôi đứng dậy vì mọi người đã đứng. Suốt cả ngày như kẻ gàn thơ thẩn Nhìn nơi nao cũng thấy mọi người cười Tôi cứ ngỡ rằng thiên hạ cười tôi Bởi vì lẽ ra tôi đừng thức tỉnh. Còn quá sớm! Còn quá sớm! Hãy ngủ tiếp đi em Hãy quay lại giấc mơ còn dang dở Đêm như kẻ khổng lồ trên trần thế Bóng tối như bưng trên ruộng, trên rừng. Nhưng khi – đợi không lâu – đến bình minh Thì đồng ruộng, núi đồi đều hiện rõ Rừng sáng lên – kẻ khổng lồ gục ngã Thì anh sẽ thức, anh sẽ thức em… Tôi từng mơ thấy những giấc mơ vàng Khi tỉnh giấc tôi nhìn vào cuộc sống Tôi cứ ngỡ thế giới này u ám Có vẻ như đang nhuốm một màu tang. Tôi từng thấy một giấc mơ tồi tàn Khi tỉnh giấc – tôi nhìn vào thế giới Tôi trầm ngâm, một màu tang vây lấy Thế giới này, so với trước, đen hơn. Và tôi suy nghĩ: giá như được là Lý trí trong ta, trong con người mạnh mẽ Để đừng nhìn giấc mơ như thực tế Và đừng nhìn đời như ở trong mơ! Em là người đẹp của núi rừng Cây linh lan diệu huyền, vẻ ngoài tái nhợt Tôi lặng lẽ thò bàn tay, tôi bứt Trong ánh trăng, trong khoảnh khắc diệu huyền. Biết làm sao? Tôi đâu có quyền hành! Tôi biết rằng – rồi đây em sẽ chết Cái chết – là vì em tỏa mùi hương Cái chết này – là nhân danh cái đẹp! Tôi chẳng tiếc Tôi chẳng tiếc – cứ lấy đi tất cả Nhưng chỉ một điều không trả cho ai Đấy là tôi từng hạnh phúc với người Khi bắt đầu yêu, bắt đầu đau khổ! Và những trang tình ái đẹp tuyệt vời Lần thứ hai trong đời không gặp nữa Giống như bầy chim giang hồ tứ xứ Bờ biển kia không ghé lại lần hai. Những con sóng khác rồi sẽ phôi thai Chúng mang theo thủy triều bao bóng khác Và mặt trời mọc lên, khi xuống thấp Sẽ già cũ hơn cả một năm dài. Mà loài chim chỉ bay có hạn thôi Rồi đến lúc phải đành mang tổn thất Theo thời gian sẽ giảm dần lữ khách Và sẽ để mất họ dọc đường dài… Bản dịch của Nguyễn Viết Thắng | Мне ее подарили во сне Мне ее подарили во сне; Я проснулся - и нет ее! Взяли!.. Слышу: ходят часы на стене,- Встал и я, потому что все встали. И брожу я весь день, как шальной, И где вижу, что люди смеются,- Мнится мне: это смех надо мной, Потому что нельзя мне проснуться! Рано, рано! Глаза свои снова закрой И вернись к неоконченным снам! Ночь, пришлец-великан, разлеглась над землей; В поле темень и мрак по лесам. Но когда - ждать недолго - час утра придет, Обозначит и холм, и межу, Засверкают леса,- великан пропадет,- Я тебя разбужу, разбужу... Мне грезились сны золотые! Проснулся — и жизнь увидал... И мрачным мне мир показался, Как будто он траурным стал. Мне виделся сон нехороший! Проснулся... на мир поглядел: Задумчив и в траур окутан, Мир больше, чем прежде, темнел. И думалось мне: отчего бы — В нас, в людях, рассудок силен — На сны не взглянуть, как на правду, На жизнь не взглянуть, как на сон! Ты, красавица лесная Ты, красавица лесная, Чудный ландыш, бледный лик! Молча я тебя срываю В лунном свете, в чудный миг! Что же делать? Я не властен! Знаю я — зачахнешь ты. Смерть — за то, что ты душиста, Смерть — во имя красоты! Возьмите все - не пожалею! Но одного не дам я взять - Того, как счастлив был я с нею, Начав любить, начав страдать! Любви роскошные страницы - Их дважды в жизни не прочесть, Как стае странствующей птицы На то же взморье не присесть. Другие волны, нарождаясь, Дадут отлив других теней, И будет солнце, опускаясь, На целый длинный год старей. А птицам в сроки перелетов Придется убыль понести, Убавить путников со счетов И растерять их по пути... |